# کتی مک‌میلان
کتی مک‌میلان (انگلیسی: Kathy McMillan؛ زادهٔ november ۷, ۱۹۵۷ (۶۷ سال)) ورزشکار دو و میدانی اهل ایالات متحده آمریکا است.
وی در مسابقات کشوری و بین‌المللی در مجموع برندهٔ ۳ مدال طلا، ۱ مدال نقره شده‌است.